# Młodzieżowy ośrodek adaptacji społecznej
Młodzieżowy ośrodek adaptacji społecznej – rodzaj placówki resocjalizacyjnej o charakterze otwartym, najczęściej przy zakładzie poprawczym, do którego kieruje się nieletnich, którzy przebywali już w schronisku dla nieletnich, ale nie identyfikują się z podkulturą więzienną (grypserką), nie przebywali w areszcie śledczym bądź w zakładzie karnym, wyrażają wolę uczestniczenia w procesie resocjalizacji, a ich zachowanie w schronisku dla nieletnich przemawia za umieszczeniem w zakładzie tego typu oraz na celowość umieszczenia w tym typie zakładu resocjalizacyjnego wskazuje rozpoznanie diagnostyczne.
Do młodzieżowego ośrodka adaptacji społecznej mogą być również przeniesieni wychowankowie z zakładów półotwartych, jeśli ich zachowanie i wskazania zespołu psychologiczno-pedagogicznego za tym przemawiają. Może to nastąpić na wniosek wychowanka lub na wniosek dyrektora zakładu po uprzedniej rozmowie z wychowankiem.
Grupy wychowawcze w młodzieżowych ośrodkach adaptacji społecznej powinny liczyć do 12 wychowanków.